# Steve Marriott

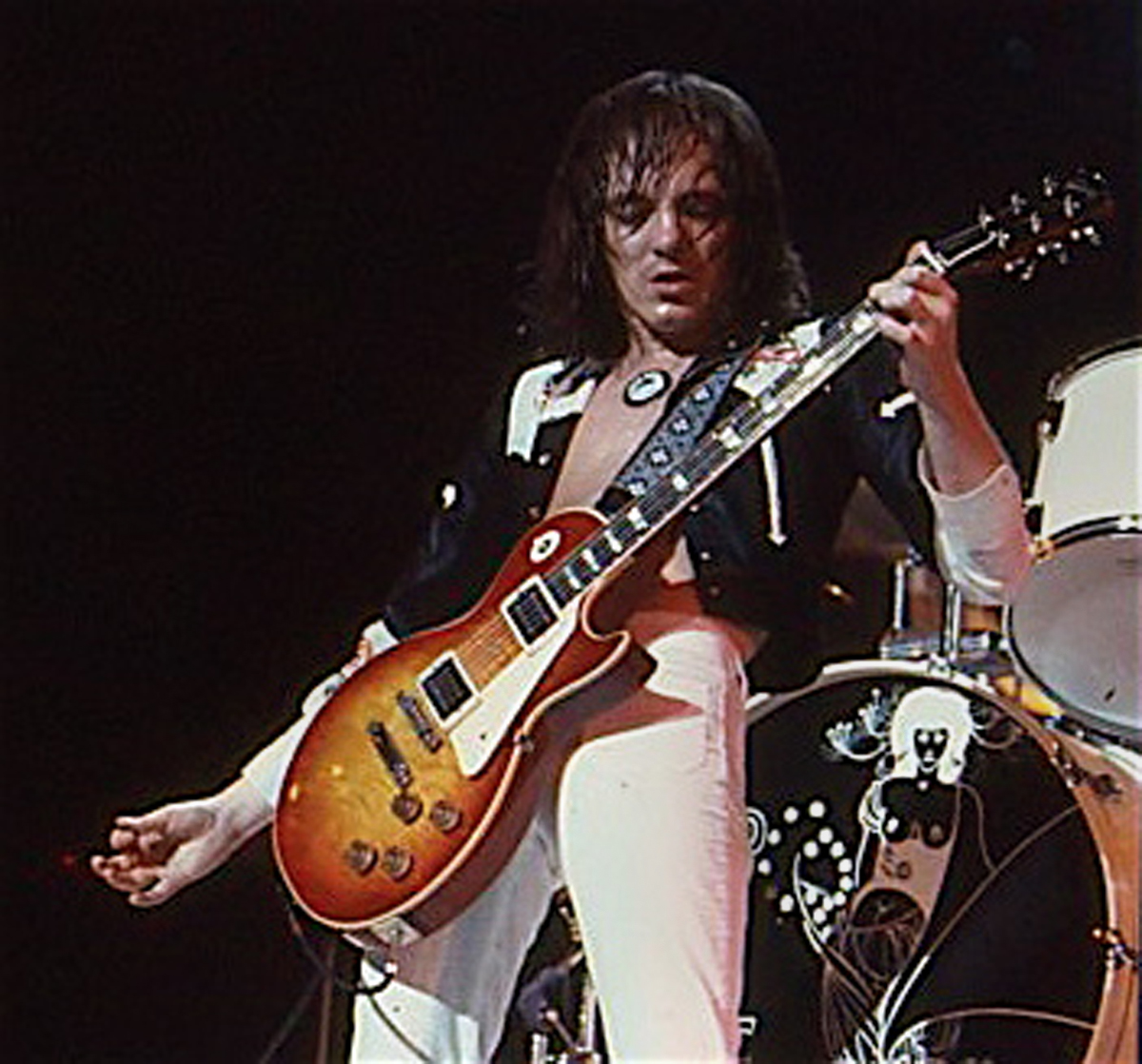
Steve Marriott mit Humble Pie

Stephen „Steve“ Peter Marriott (* 30. Januar 1947 in Bow, London; † 20. April 1991 in Arkesden, Essex, England) war ein britischer Rockmusiker. Er war Sänger, Songschreiber und Gitarrist der britischen Modband Small Faces (1965–1969) und der Bluesrock-Band Humble Pie (1969–1975).

## Karriere
Marriott war zunächst als Kinderschauspieler aktiv und spielte 1960 mit 13 Jahren im Musical Oliver! mit. 1965 war er Gründungsmitglied der Small Faces; 1969 wechselte er zu Humble Pie, wo er sang sowie Mundharmonika, Gitarre, Keyboards, Sitar und Schlagzeug spielte. Nach dem Ende von Humble Pie 1975 begann Marriott eine Solokarriere. Nach der Veröffentlichung des Soloalbums Marriott (1976) schloss er sich aber einer Reunion der Small Faces an und gründete vier Jahre später eine Neuauflage von Humble Pie mit dem ursprünglichen Schlagzeuger Jerry Shirley. Nach zwei LPs löste sich die Gruppe wieder auf. Marriott verbrachte den größten Teil der 1980er Jahre zurückgezogen. Eine geplante Wiedervereinigung mit Peter Frampton kam nicht mehr zustande. Er begleitete auch Aufnahmen von Johnny Hallyday und Johnny Thunders, dem Gitarristen der New York Dolls.
Marriott starb im Alter von 44 Jahren im Schlaf bei einem selbstverschuldeten Schwelbrand (er vergaß, seine Zigarette zu löschen) in seinem Landhaus in Essex.
Unter dem Titel All Too Beautiful erschien im Jahr 2004 eine Biographie über Marriott. Die Autoren sind Paolo Hewitt und John Hellier.

## Diskografie (Auswahl)
- 1964: Give Her My Regards (Single) – Steve Marriott
- 1966: Small Faces – Small Faces
- 1966: From the Beginning – Small Faces
- 1968: There Are Four Small Faces – Small Faces
- 1968: Ogdens’ Nut Gone Flake – Small Faces
- 1969: In Memorial – Small Faces
- 1969: The Autumn Stone – Small Faces
- 1969: As Safe as Yesterday Is – Humble Pie
- 1969: Town & Country – Humble Pie
- 1970: Humble Pie – Humble Pie
- 1971: Rock On – Humble Pie
- 1971: Performance, Rockin’ The Fillmore – Humble Pie
- 1972: Smokin’ – Humble Pie
- 1973: Eat It – Humble Pie
- 1974: Thunderbox – Humble Pie
- 1975: Streetrats – Humble Pie
- 1976: Marriott – Steve Marriott
- 1976: Wam Bam – Steve Marriott’s All Stars
- 1977: Playmate – Small Faces
- 1978: In the Shade – Small Faces
- 1980: On to Victory – Humble Pie
- 1981: Go for the Throat – Humble Pie
- 1981/2000: Majik Mijits – Lane & Marriott
- 1986: Packet of Three – Steve Marriott & Band (Live-Album)
- 1988: Sing the Blues – Steve Marriott and the DT’s